# Lijst van gouverneurs van Indiana
Dit is een lijst met gouverneurs van de Amerikaanse staat Indiana. 

## Territoriale gouverneurs
Voordat Indiana een staat werd had zij de status van territorium.
| Naam                   | Termijn   | Partij    |
| ---------------------- | --------- | --------- |
| William Henry Harrison | 1800-1812 | Whig      |
| John Gibson            | 1812-1813 | Militair  |
| Thomas Posey           | 1813-1816 | Democraat |

## Gouverneurs van Indiana (1816–heden)
| Nr. | Gouverneur van Indiana Governor of Indiana | Gouverneur van Indiana Governor of Indiana | Gouverneur van Indiana Governor of Indiana | Ambtstermijn      | Ambtstermijn      | Partij(en) | Verkiezing(en) |
| --- | ------------------------------------------ | ------------------------------------------ | ------------------------------------------ | ----------------- | ----------------- | ---------- | -------------- |
| 1   |                                            | Jonathan Jennings                          | Jonathan Jennings (1784–1834)              | 6 november 1816   | 12 september 1822 | DR         | 1816           |
| 1   | 1819                                       | Jonathan Jennings                          | Jonathan Jennings (1784–1834)              | 6 november 1816   | 12 september 1822 | DR         |                |
| 2   |                                            | Ratliff Boon                               | Ratliff Boon (1781–1844)                   | 12 september 1822 | 5 december 1822   | DR         |                |
| 3   |                                            | William Hendricks                          | William Hendricks (1782–1850)              | 5 december 1822   | 4 maart 1825      | NR         | 1822           |
| 4   |                                            | James Ray                                  | James Ray (1794–1848)                      | 4 maart 1825      | 7 december 1831   | O          | 1822           |
| 4   | O                                          | James Ray                                  | James Ray (1794–1848)                      | 4 maart 1825      | 7 december 1831   | 1825       |                |
| 4   | O                                          | James Ray                                  | James Ray (1794–1848)                      | 4 maart 1825      | 7 december 1831   | 1828       |                |
| 5   |                                            | Noah Noble                                 | Noah Noble (1794–1844)                     | 7 december 1831   | 7 december 1837   | D          | 1831           |
| 5   | 1834                                       | Noah Noble                                 | Noah Noble (1794–1844)                     | 7 december 1831   | 7 december 1837   | D          |                |
| 6   |                                            | David Wallace                              | David Wallace (1799–1859)                  | 7 december 1837   | 10 december 1840  | W          | 1837           |
| 7   |                                            | Samuel Bigger                              | Samuel Bigger (1802–1846)                  | 10 december 1840  | 6 december 1843   | W          | 1840           |
| 8   |                                            | James Whitcomb                             | James Whitcomb (1795–1852)                 | 6 december 1843   | 4 maart 1849      | D          | 1843           |
| 8   | 1846                                       | James Whitcomb                             | James Whitcomb (1795–1852)                 | 6 december 1843   | 4 maart 1849      |            |                |
| 9   |                                            | Paris Dunning                              | Paris Dunning (1806–1884)                  | 4 maart 1849      | 5 december 1849   | D          |                |
| 10  |                                            | Joseph Wright                              | Joseph Wright (1810–1867)                  | 5 december 1849   | 10 januari 1857   | D          | 1849           |
| 10  | 1852                                       | Joseph Wright                              | Joseph Wright (1810–1867)                  | 5 december 1849   | 10 januari 1857   | D          |                |
| 11  |                                            | Ashbel Willard                             | Ashbel Willard (1820–1860)                 | 10 januari 1857   | 4 oktober 1860    | D          | 1856           |
| 12  |                                            | Abram Hammond                              | Abram Hammond (1814–1874)                  | 4 oktober 1860    | 15 januari 1861   | D          | 1856           |
| 13  |                                            | Henry Lane                                 | Henry Lane (1811–1881)                     | 15 januari 1861   | 4 maart 1861      | R          | 1860           |
| 14  |                                            | Oliver Morton                              | Oliver Morton (1823–1877)                  | 4 maart 1861      | 4 maart 1867      | R          | 1860           |
| 14  | R                                          | Oliver Morton                              | Oliver Morton (1823–1877)                  | 4 maart 1861      | 4 maart 1867      | 1864       |                |
| 15  |                                            | Conrad Baker                               | Conrad Baker (1817–1885)                   | 4 maart 1867      | 10 januari 1873   | 1864       | R              |
| 15  | R                                          | Conrad Baker                               | Conrad Baker (1817–1885)                   | 4 maart 1867      | 10 januari 1873   | 1868       |                |
| 16  |                                            | Thomas Hendricks                           | Thomas Hendricks (1819–1885)               | 10 januari 1873   | 10 januari 1877   | D          | 1872           |
| 17  |                                            | James Douglas Williams                     | James Douglas Williams (1808–1880)         | 10 januari 1877   | 20 november 1880  | D          | 1876           |
| 18  |                                            | Isaac Gray                                 | Isaac Gray (1828–1895)                     | 20 november 1880  | 10 januari 1881   | D          | 1876           |
| 19  |                                            | Albert Porter                              | Albert Porter (1824–1897)                  | 10 januari 1881   | 10 januari 1885   | R          | 1880           |
| 20  |                                            | Isaac Gray                                 | Isaac Gray (1828–1895)                     | 10 januari 1885   | 15 januari 1889   | D          | 1884           |
| 21  |                                            | Alvin Hovey                                | Alvin Hovey (1821–1891)                    | 15 januari 1889   | 23 november 1891  | R          | 1888           |
| 22  |                                            | Ira Joy Chase                              | Ira Joy Chase (1834–1895)                  | 23 november 1891  | 10 januari 1893   | R          | 1888           |
| 23  |                                            | Claude Matthews                            | Claude Matthews (1845–1898)                | 10 januari 1893   | 10 januari 1897   | D          | 1892           |
| 24  |                                            | James Mount                                | James Mount (1843–1901)                    | 10 januari 1897   | 15 januari 1901   | R          | 1896           |
| 25  |                                            | Winfield Durbin                            | Winfield Durbin (1847–1928)                | 15 januari 1901   | 10 januari 1905   | R          | 1900           |
| 26  |                                            | Frank Hanly                                | Frank Hanly (1863–1920)                    | 10 januari 1905   | 10 januari 1909   | R          | 1904           |
| 27  |                                            | Thomas Marshall                            | Thomas Marshall (1854–1925)                | 10 januari 1909   | 13 januari 1913   | D          | 1908           |
| 28  |                                            | Samuel Ralston                             | Samuel Ralston (1857–1925)                 | 13 januari 1913   | 7 januari 1917    | D          | 1912           |
| 29  |                                            | James Goodrich                             | James Goodrich (1864–1940)                 | 7 januari 1917    | 10 januari 1921   | R          | 1916           |
| 30  |                                            | Warren McCray                              | Warren McCray (1865–1924)                  | 10 januari 1921   | 30 april 1924     | R          | 1920           |
| 31  |                                            |                                            | Emmett Branch (1874–1932)                  | 30 april 1924     | 12 januari 1925   | R          | 1920           |
| 32  |                                            | Edward Jackson                             | Edward Jackson (1873–1954)                 | 12 januari 1925   | 15 januari 1929   | R          | 1924           |
| 33  |                                            |                                            | Harry Leslie (1878–1937)                   | 15 januari 1929   | 10 januari 1933   | R          | 1928           |
| 34  |                                            | Paul McNutt                                | Paul McNutt (1891–1955)                    | 10 januari 1933   | 11 januari 1937   | D          | 1932           |
| 35  |                                            |                                            | Clifford Townsend (1884–1954)              | 11 januari 1937   | 12 januari 1941   | D          | 1936           |
| 36  |                                            | Henry Schricker                            | Henry Schricker (1883–1966)                | 12 januari 1941   | 8 januari 1945    | D          | 1940           |
| 37  |                                            | Ralph Gates                                | Ralph Gates (1893–1978)                    | 8 januari 1945    | 10 januari 1949   | R          | 1944           |
| 38  |                                            | Henry Schricker                            | Henry Schricker (1883–1966)                | 10 januari 1949   | 13 januari 1953   | D          | 1948           |
| 39  |                                            | George Craig                               | George Craig (1909–1992)                   | 13 januari 1953   | 15 januari 1957   | R          | 1952           |
| 40  |                                            |                                            | Harold Handley (1909–1972)                 | 15 januari 1957   | 10 januari 1961   | R          | 1956           |
| 41  |                                            | Matthew Welsh                              | Matthew Welsh (1912–1995)                  | 10 januari 1961   | 10 januari 1965   | D          | 1960           |
| 42  |                                            | Roger Branigin                             | Roger Branigin (1902–1975)                 | 10 januari 1965   | 13 januari 1969   | D          | 1964           |
| 43  |                                            | Edgar Whitcomb                             | Edgar Whitcomb (1917–2016)                 | 13 januari 1969   | 7 januari 1973    | R          | 1968           |
| 44  |                                            | Otis Bowen                                 | Otis Bowen (1918–2013)                     | 7 januari 1973    | 11 januari 1981   | R          | 1972           |
| 44  | 1976                                       | Otis Bowen                                 | Otis Bowen (1918–2013)                     | 7 januari 1973    | 11 januari 1981   | R          |                |
| 45  |                                            | Robert Orr                                 | Robert Orr (1917–2004)                     | 11 januari 1981   | 9 januari 1989    | R          | 1980           |
| 45  | 1980                                       | Robert Orr                                 | Robert Orr (1917–2004)                     | 11 januari 1981   | 9 januari 1989    | R          |                |
| 46  |                                            | Evan Bayh                                  | Evan Bayh (1955)                           | 9 januari 1989    | 13 januari 1997   | D          | 1988           |
| 46  | 1992                                       | Evan Bayh                                  | Evan Bayh (1955)                           | 9 januari 1989    | 13 januari 1997   | D          |                |
| 47  |                                            | Frank O'Bannon                             | Frank O'Bannon (1930–2003)                 | 13 januari 1997   | 13 september 2003 | D          | 1996           |
| 47  | 2000                                       | Frank O'Bannon                             | Frank O'Bannon (1930–2003)                 | 13 januari 1997   | 13 september 2003 | D          |                |
| 48  |                                            | Joe Kernan                                 | Joe Kernan (1946–2020)                     | 13 september 2003 | 10 januari 2005   | D          |                |
| 49  |                                            | Mitch Daniels                              | Mitch Daniels (1949)                       | 10 januari 2005   | 14 januari 2013   | R          | 2004           |
| 49  | 2008                                       | Mitch Daniels                              | Mitch Daniels (1949)                       | 10 januari 2005   | 14 januari 2013   | R          |                |
| 50  |                                            | Mike Pence                                 | Mike Pence (1959)                          | 14 januari 2013   | 9 januari 2017    | R          | 2012           |
| 51  |                                            | Eric Holcomb                               | Eric Holcomb (1968)                        | 9 januari 2017    | 13 januari 2025   | R          | 2016           |
| 51  | 2020                                       | Eric Holcomb                               | Eric Holcomb (1968)                        | 9 januari 2017    | 13 januari 2025   | R          |                |
| 52  |                                            | Mike Braun                                 | Mike Braun (1954)                          | 13 januari 2025   | heden             | R          | 2024           |